# میدلبورگ (مریلند)
میدلبورگ (به انگلیسی: Middleburg) شهری در ایالت مریلند کشور ایالات متحده آمریکا است که جمعیت آن در سرشماری سال ۲۰۱۰ میلادی، ۷۰ نفر بوده‌است.